# Abraham Morewski

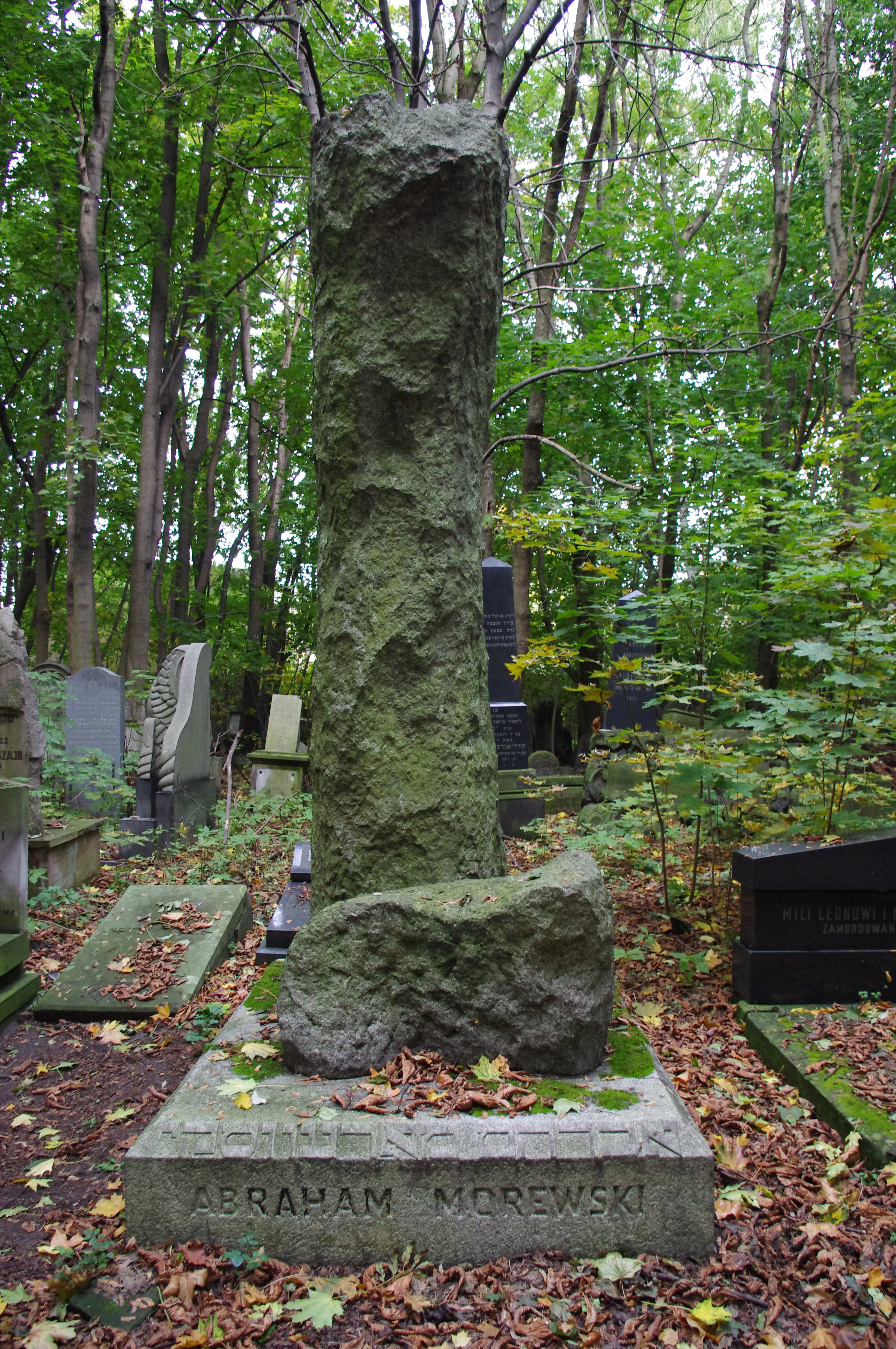
Grób Abrahama Morewskiego na cmentarzu żydowskim w Warszawie

Abraham Morewski, pierwotnie Menakier (jid. אברהם מאָרעווסקי; ur. 18 marca 1886 w Wilnie, zm. 3 października 1964 w Warszawie) – polski aktor, reżyser, pisarz, tłumacz i działacz kulturalny żydowskiego pochodzenia.

## Życiorys
Urodził się w Wilnie w rodzinie żydowskiej jako syn Beniamina Menakiera. Ukończył studia aktorskie w szkole dramatycznej Aleksieja Siergiejewicza Suworina. Swą karierę aktorską rozpoczął występami w objazdowych teatrach. Na początku XX wieku grał w teatrach rosyjskich, m.in. w Petersburgu. W 1918 powrócił do Wilna, gdzie został aktorem tamtejszego teatru żydowskiego. W okresie międzywojennym występował w teatrach warszawskich. W tym czasie grywał również w filmach niemieckich. W 1937 wystąpił w ekranizacji Dybuka zbierając pochlebne recenzje. Podczas II wojny światowej uciekł do Związku Radzieckiego i przebywał na terenie republik środkowoazjatyckich. W 1956 w wyniku ostatniej masowej fali przymusowych wysiedleń Polaków osiadł w Warszawie. W tym samym roku zaangażował się do Państwowego Teatru Żydowskiego. Opublikował cztery tomu pamiętników Tam i z powrotem.
Został odznaczony Krzyżem Komandorskim Orderu Odrodzenia Polski.
Był dwukrotnie żonaty; jego pierwszą żoną była Anna, a drugą warszawska pianistka Maria z domu Lencner (1899–1968).
Pochowany jest w alei głównej cmentarza żydowskiego przy ulicy Okopowej w Warszawie (kwatera 64, rząd 1). Jego nagrobek jest autorstwa Stanisława Kulona.

## Filmografia
- 1937: Dybuk
- 1936: Za grzechy